# Districtul Damnoen Saduak
Damnoen Saduak (în thailandeză ดำเนินสะดวก) este un district (Amphoe) din provincia Ratchaburi, Thailanda, cu o populație de 94.589 de locuitori și o suprafață de 210,3 km².